# Kaj Karlholm
Kaj Karlholm, född 11 februari 1922 i Klara, Stockholm, död 21 december 2002 i Bromma, var en svensk journalist.

## Biografi
Karlholm läste vid Svenska journalistskolan och började 1956 vid Lidmanpressen. Han började 1962 arbeta på Tidningarnas Telegrambyrå (TT). Då hade han tidigare bland annat arbetat med pressinformation på TCO, SAS och Rädda Barnen samt på piratradiostationen Radio Nord. Fram till den 29 januari 1987 läste han upp nyheter från TT i Sveriges Radio, och därför kallades han "Mister TT".
Karlholm hade en mycket karakteristisk röst. Det berättas att han inte ens behövde visa legitimation vid bankärenden eftersom hans röst var så unik att han tjänstemannen inte behövde hysa några tvivel om vem som stod framför disken. Karlholm hade inte bara en god stämma. Han fick också pris för sin språkkänsla och sina språkvårdande insatser. Han berättade i en intervju att han före varje nyhetssändning gick igenom alla svåruttalade ord, såsom utländska platser, orter och personnamn, och kontrollerade deras uttal.